# Qingyuan Shan
Qingyuan Shan (kinesiska: 清源山) är ett berg i Kina. Det ligger i provinsen Fujian, i den sydöstra delen av landet, omkring 140 kilometer sydväst om provinshuvudstaden Fuzhou. Toppen på Qingyuan Shan är 495 meter över havet, eller 268 meter över den omgivande terrängen. Bredden vid basen är 3,7 km.
Närmaste större samhälle är Quanzhou, 5,5 km söder om Qingyuan Shan. I omgivningarna runt Qingyuan Shan växer i huvudsak städsegrön lövskog.
Genomsnittlig årsnederbörd är 1 562 millimeter. Den regnigaste månaden är maj, med i genomsnitt 283 mm nederbörd, och den torraste är oktober, med 14 mm nederbörd.